# Terme di Roma antica
Le terme di Roma antica sono edifici pubblici sorti in varie parti della città a partire dall'epoca di Augusto e in gran parte restate in attività fino al VI secolo, epoca in cui cessarono di funzionare a causa del taglio degli acquedotti che le alimentavano durante le guerre greco-gotiche. Nel I secolo a.C. si contavano a Roma ben 170 terme censite da Agrippa in qualità di edile.

## Terme di Agrippa

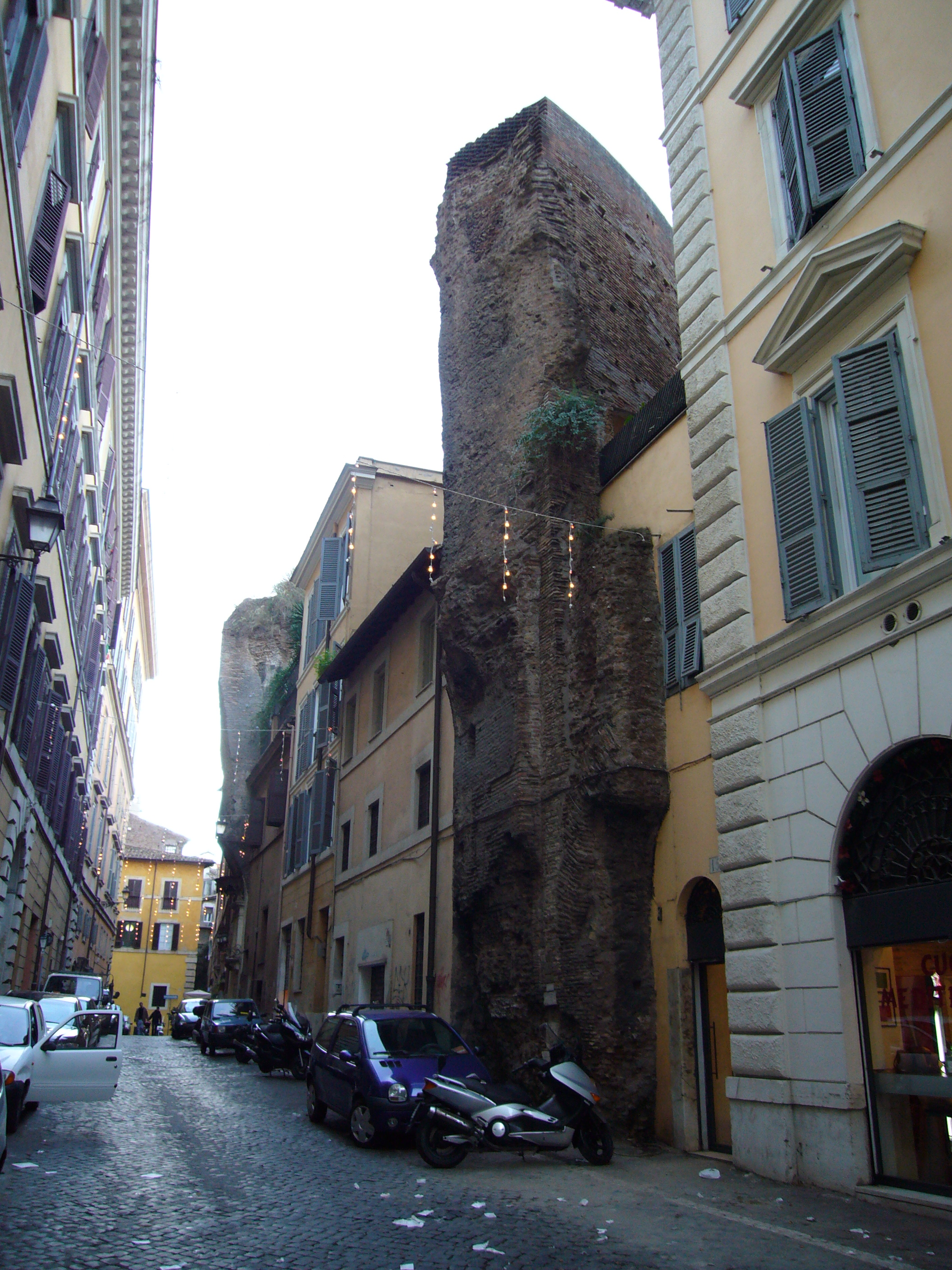
l'Arco della Ciambella

Inaugurate nel Campo Marzio nel 12 a.C. ad opera di Marco Vipsanio Agrippa e alimentate dall'Acqua Vergine, sono il primo edificio termale pubblico della città, inserite nel rinnovamento urbanistico della zona in epoca augustea. Lo Stagnum Agrippae, uno specchio d'acqua ricavato dalla regolarizzazione del bacino naturale della Palus Caprae, doveva svolgere le funzioni di natatio (piscina per il nuoto) per le terme.
Le terme erano ornate dalle statue dell'Apoxyómenos e di un leone giacente di Lisippo.
Furono restaurate dopo un incendio nell'80 e ancora sotto Adriano, in età severiana, da Massenzio e infine nel 345. Sidonio Apollinare le descrive come ancora funzionanti nel V secolo.
Tra i resti attualmente visibili è l'"Arco della Ciambella", tratto della parete di una sala rotonda inserito nelle facciate della via omonima presso il Pantheon, pertinente probabilmente ai restauri del II o III secolo.

## Terme Neroniane o Alessandrine

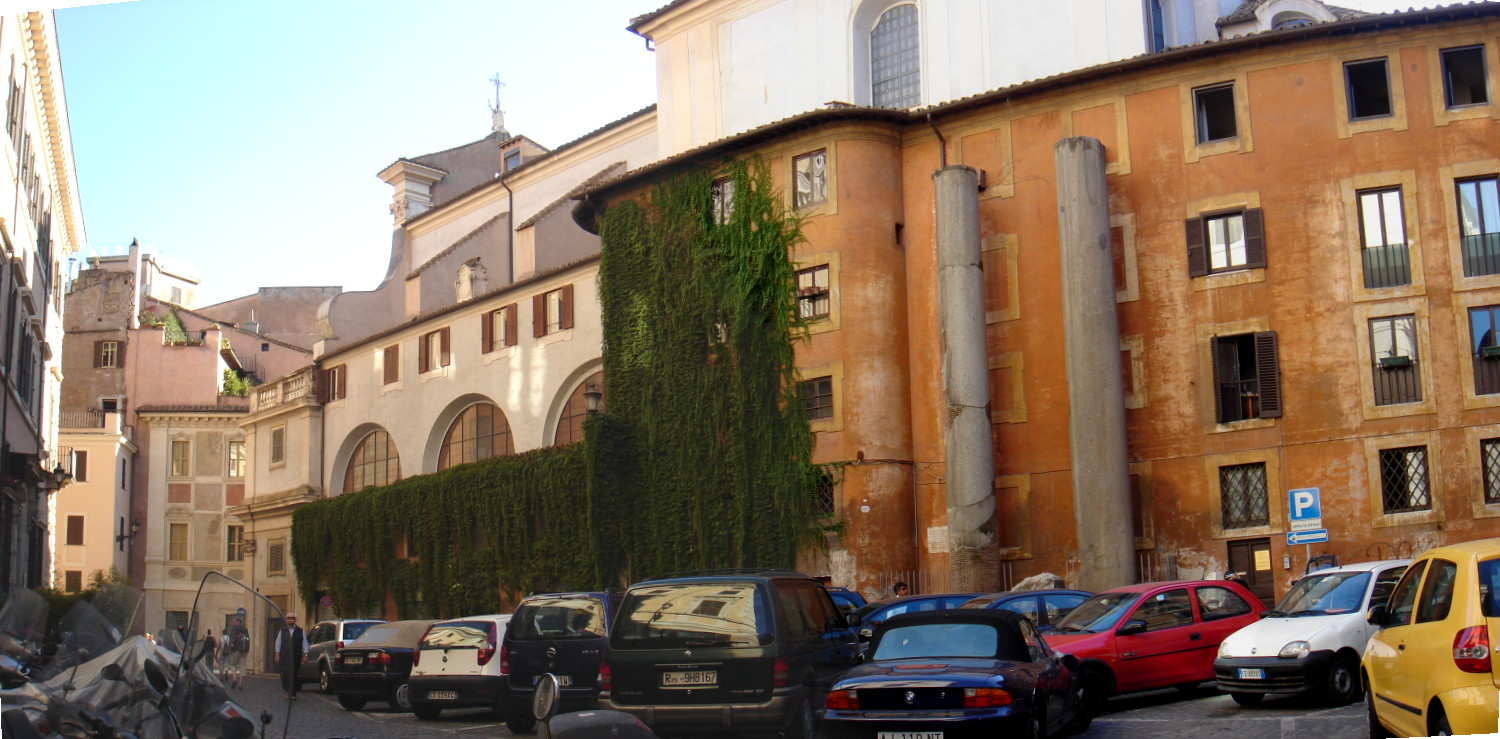
Colonne delle Terme Alessandrine in via di S. Eustachio

Costruite nel Campo Marzio da Nerone nel 62, furono ricostruite da Alessandro Severo nel 227 o 229 e alimentate dall'Acqua Alessandrina. Secondo la testimonianza di Sidonio Apollinare erano ancora in uso nel V secolo.
Dall'area di queste terme provengono le due colonne di granito rosa reimpiegate per il restauro del pronao del Pantheon e un capitello conservato attualmente nei Musei Vaticani (Cortile della Pigna). Una cornice e due colonne sono attualmente rialzate presso i resti delle terme a piazza Sant'Eustachio, mentre un'altra colonna fu rialzata nel 1896 presso Porta Pia.
I resti visibili sotto gli edifici attuali permettono di ricostruire un impianto sostanzialmente analogo a quello delle altre grandi terme imperiali: al centro la natatio e le sale calde e fredde affiancate da ambienti laterali, tra cui due peristili in funzione forse di palestre.
Si tratta delle prime terme a pianta quadrata. Rimane - allo stato attuale - il dubbio se Nerone sia stato il primo imperatore a concepire quindi le terme a pianta quadrata o altrimenti siano state così ricostruite da Alessandro Severo.

## Terme di Tito
Costruite da Tito sulle pendici dell'Esquilino (colle Oppio) nell'80 d.C., forse riadattamento ad uso pubblico dei bagni privati della Domus Aurea neroniana. Le fonti ne menzionano un restauro nel 238. Sono le prime terme a Roma dove sia sicuramente documentata la nuova tipologia "imperiale", dotata di frigidarium e, soprattutto, con gli ambienti disposti simmetricamente e in maniera scenografica attorno a un asse principale.
Il complesso presenta ambienti simmetricamente disposti ai lati di un asse centrale e forse su più livelli sulle pendici del colle. I resti murari testimoniano anche un rifacimento di epoca adrianea.

## Terme di Traiano

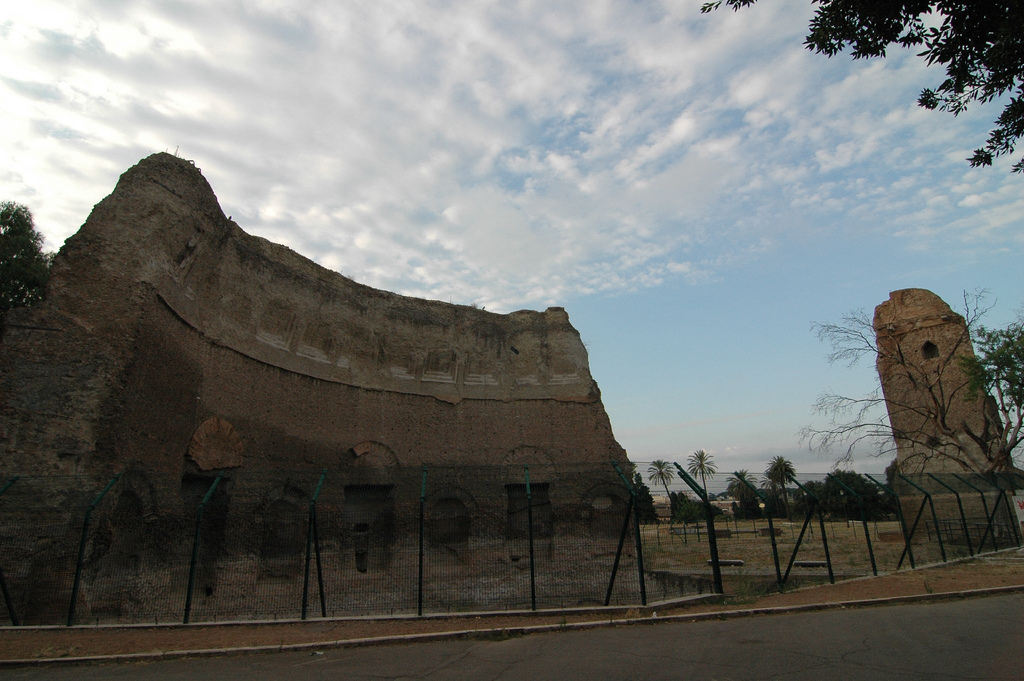
Resti delle terme di Traiano

Costruite in parte sui resti della Domus aurea nei pressi delle terme di Tito, dopo un incendio del 104 e inaugurate nel 109.

## Terme Surane
Edificate in età traianea ad opera di Lucio Licinio Sura, generale e amico di Traiano e parzialmente raffigurate nella Forma Urbis Severiana sull'Aventino. Restaurate da Gordiano III dovevano ancora essere in funzione nel IV secolo.

## Terme Eleniane
Collocate nei pressi dell'Anfiteatro castrense furono edificate probabilmente in età severiana e alimentate da una diramazione dell'Acqua Alessandrina. Restaurate da Elena, madre di Costantino I dopo un incendio nel 323-326, i resti furono distrutti sotto Sisto V per l'apertura della via Felice.

## Terme Commodiane
Di incerta collocazione nell'ambito della I regione augustea di Porta Capena, furono costruite da un Marco Aurelio Cleandro e dedicate in nome dell'imperatore Commodo nel 183.

## Terme di Caracalla

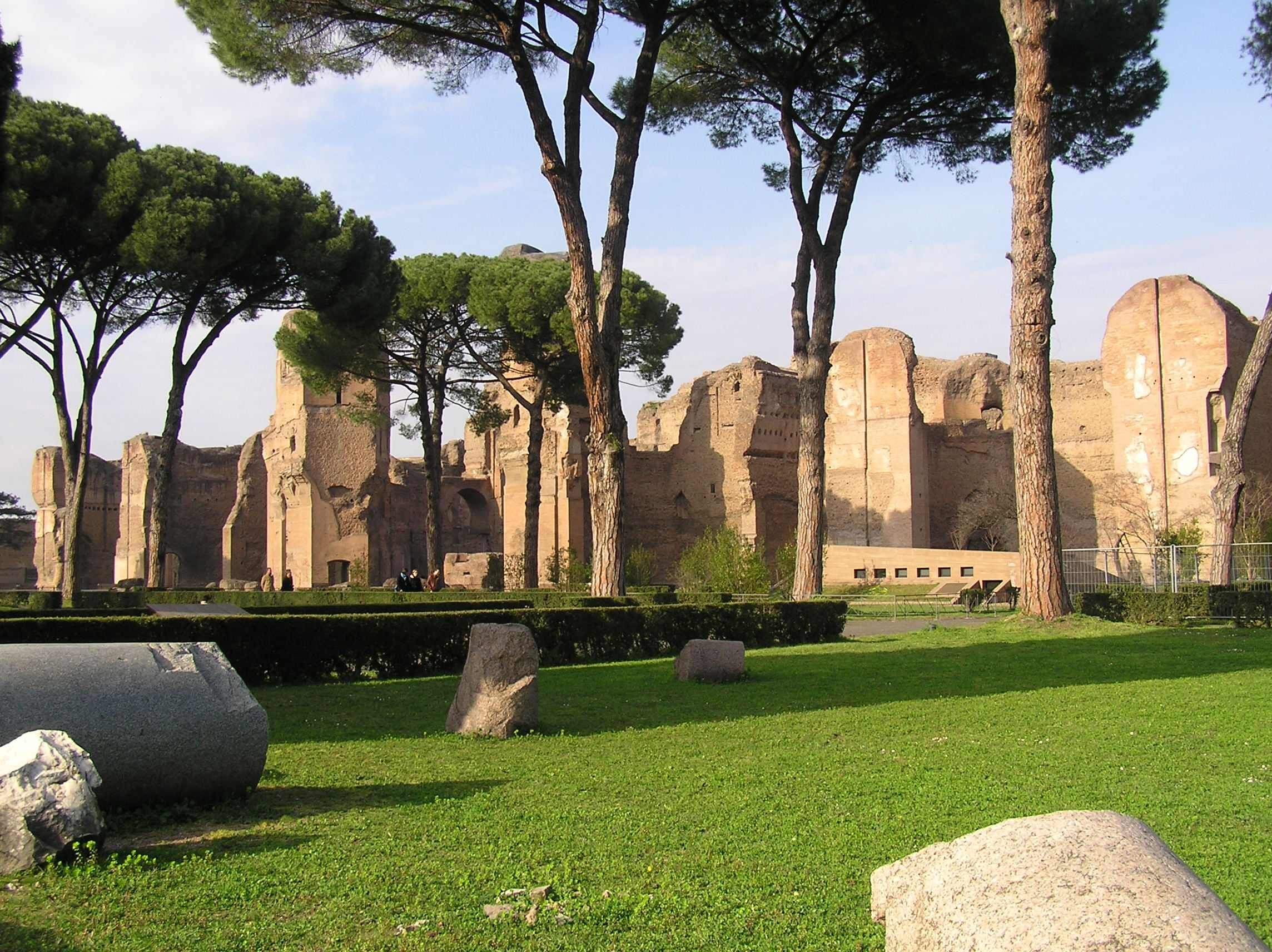
Terme di Caracalla

Furono edificate con il nome ufficiale di Thermae Antoninianae sulle pendici del Piccolo Aventino verso la via Appia a partire dal 212 e dedicate nel 216 a Caracalla, con il recinto esterno completato sotto Eliogabalo e Alessandro Severo. Erano alimentate da un'apposita diramazione dell'Acqua Marcia (Aqua Antoniniana).

## Terme Deciane
Inaugurate probabilmente nel 250 sull'Aventino dall'imperatore Decio, furono probabilmente restaurate dopo il sacco di Alarico ad opera del praefectus urbi Cecina Decio Aginazio Albino nel 414. Resti delle terme sono tuttora visibili nel "Casale Torlonia-Borghese". Dalle terme proviene la statua di un Ercole fanciullo in basalto verde attualmente nei Musei Capitolini.

## Terme di Diocleziano

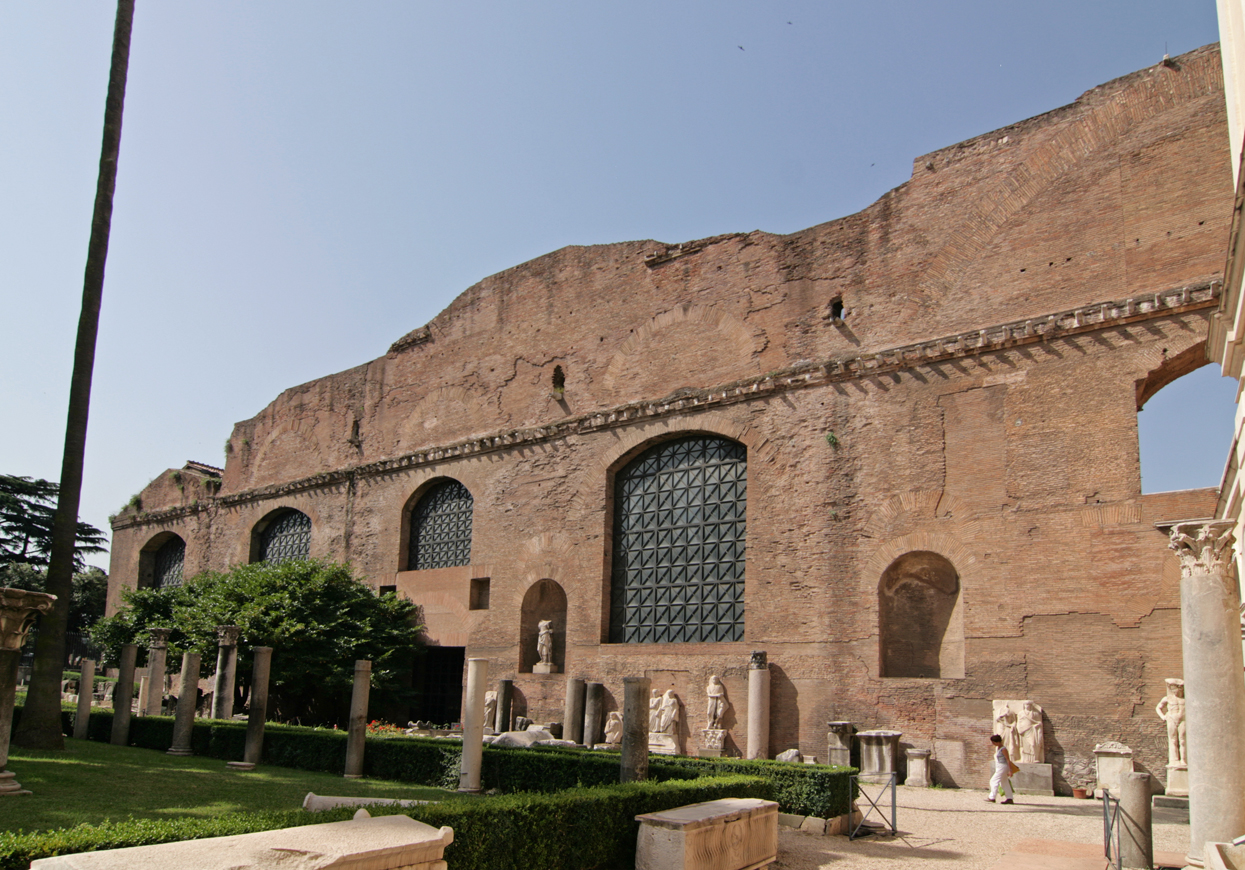
Terme di Diocleziano

Costruite tra il 298 e il 306 da Diocleziano nella parte settentrionale dei colli Esquilino e Viminale e alimentate da un ramo dell'Acqua Marcia. Oggi i resti sorgono in mezzo alle vie moderne in corrispondenza di piazza della Repubblica (già piazza Esedra), della chiesa e del convento di Santa Maria degli Angeli e sono in parte utilizzati per le sale del Museo Nazionale Romano.

## Terme di Costantino

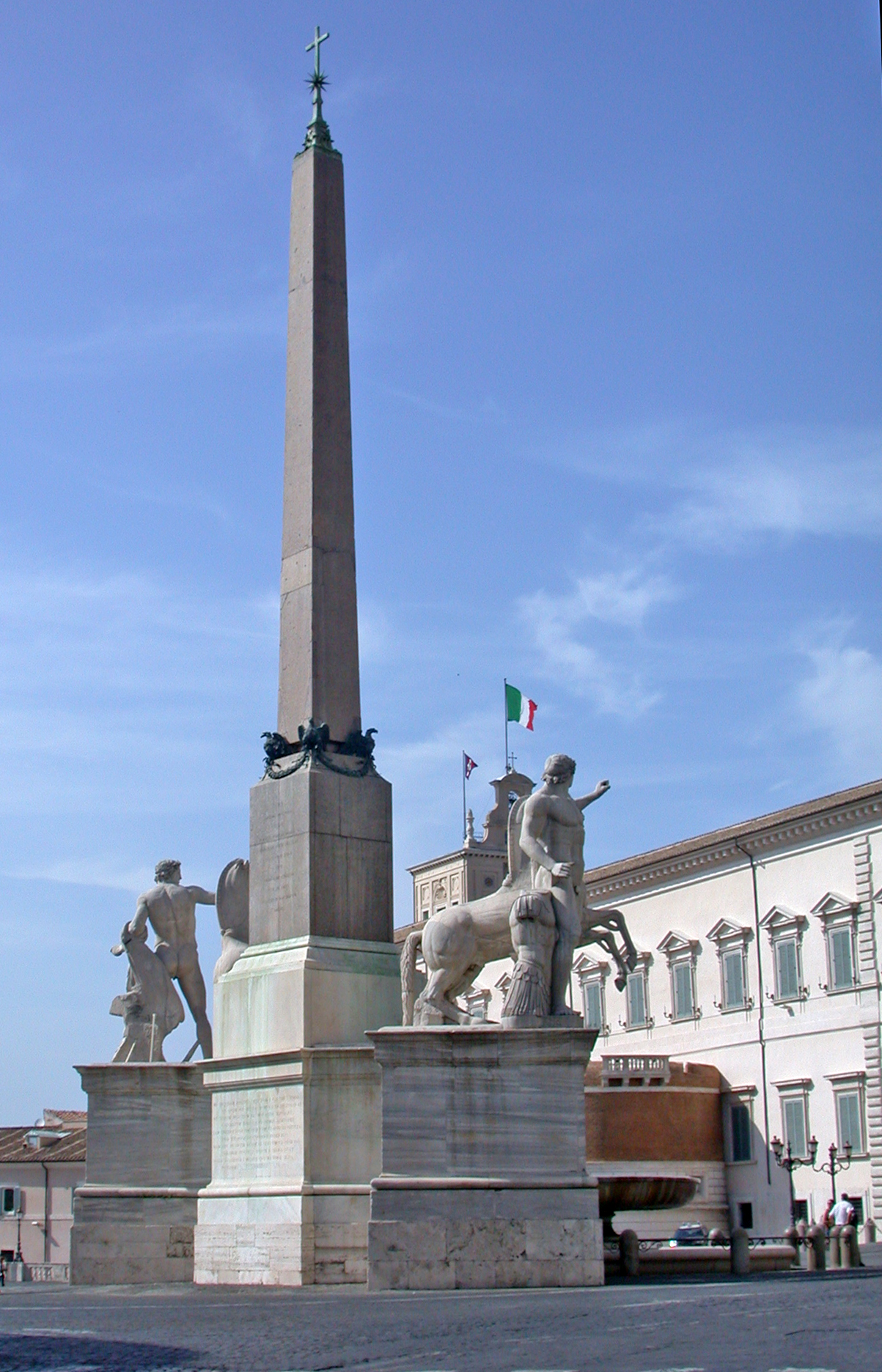
I Dioscuri delle Terme di Costantino al Quirinale

Inaugurate sul Quirinale da Costantino intorno al 315, ma forse iniziate sotto Massenzio, verso sud poggiano su un terrazzamento artificiale delle pendici del colle a monte dei mercati di Traiano (corrispondente all'attuale Villa Aldobrandini). Furono restaurate nel 443 dal praefectus urbi Petronio Perpenna Magno Quadraziano e probabilmente ancora sotto Teodorico il Grande. I resti in alzato delle terme, rappresentati da stampe e disegni cinquecenteschi furono distrutti con la costruzione di Palazzo Rospigliosi e con l'apertura di via Nazionale.
Da queste terme provengono le statue dei Dioscuri poste attualmente alla base dell'obelisco del Quirinale nella omonima piazza.

## Balneaprivati
Oltre i principali stabilimenti termali pubblici esistevano numerosi piccoli stabilimenti privati, gestiti come vere e proprie imprese e noti dalle fonti antiche o da iscrizioni e altri ritrovamenti, che li citano come balnea seguito dal nome del proprietario.